# Tsering Yangzom Lama
Ne doit pas être confondu avec Yangzom Brauen ou Tsering Yangdzom.
Tsering Yangzom Lama, née en 1984 à Katmandou, est une écrivaine tibéto-canadienne basée à Vancouver, en Colombie-Britannique.

## Biographie
La famille de Tsering Yangzom Lama fuit le Tibet en 1960, après le soulèvement tibétain de 1959, à la suite de invasion par l’armée chinoise. Tsering Yangzom Lama naît et grandit en exil à Katmandou au Népal, où les tibétains tentent de recréer une communauté. Elle a douze ans lorsque sa famille émigre au Canada.
Elle est titulaire d'un bachelor of Arts en création littéraire et relations internationales de l'université de la Colombie-Britannique et d'un Master of Arts en écriture de l'université de Columbia.
Elle publie We Measure the Earth with Our Bodies, en 2022. Ce récit est inspiré de sa propre expérience. Elle raconte l'histoire de deux sœurs réfugiées tibétaines qui s'installent au Canada.
Le livre est publié en français en février 2023.

## Publication
- Quand notre terre touchait le ciel [« We measure Earth with our Bodies »], Paris, Buchet-Chastel, 2023, 576 p. (ISBN 978-2-283-03701-0)

## Distinction
- New Writers Award, Great Lakes Colleges Association, 2023[7]